# Limanton
Limanton település Franciaországban, Nièvre megyében. Lakosainak száma 241 fő (2022. január 1.). Limanton Maux, Biches, Brinay, Isenay, Montigny-sur-Canne, Moulins-Engilbert és Vandenesse községekkel határos.

## Népesség
A település népességének változása:
| Lakosok száma | 232  | 239  | 246  | 240  | 239  | 239  | 239  | 240  | 241  |
|               | 2013 | 2015 | 2016 | 2017 | 2018 | 2019 | 2020 | 2021 | 2022 |